# John Cain Arena
John Cain Arena je multifunkční stadion a druhý největší tenisový dvorec areálu Melbourne Park, který leží v Melbourne, hlavním městě australského spolkového státu Victoria. Od sezóny 2001 je na něm hrán úvodní grandslam sezóny Australian Open.
Výstavba začala v roce 1999 a dokončena byla v červenci 2000. Maximální kapacita činí 10 500 sedících diváků. Stadion disponuje zatahovací střechou, která umožňuje pokračovat ve hře během deště nebo vysokých teplot. Obsahuje také jestřábí oko, jež dává hráčům příležitost využít technickou pomůcku ke kontrole dopadu míčů při rozhodnutí hlavního rozhodčího zápasu.

## Vývoj názvu
Původní název arény Melbourne Park Multi-Purpose Venue (víceúčelové sportoviště) byl nahrazen sponzorským spojením Vodafone Arena. K oznámení dalšího přejmenování došlo 12. května 2008 a uskutečnilo se 1. července téhož roku. Původně šestiletá smlouva s čínskou společností vyrábějící elektroniku Hisense v řádu miliónů dolarů dala sportovišti název Hisense Arena. Roku 2014 následovalo prodloužení kontraktu, až do sezóny 2017. Navzdory jeho vypršení s koncem roku 2017 zůstalo komerční jméno nezměněno několik dalších měsíců.
Během srpna 2018 tenisový svaz Tennis Australia oznámil odkoupení práv na pojmenování arény a zvolil nekomerční označení Melbourne Arena, v souvislosti se zviditelněním hostujícího města. Smlouva mezi tenisovým svazem a viktorijskou vládou byla uzavřena na pětileté období.
Viktorijský premiér Daniel Andrews oznámil 3. února 2020 záměr stadion přejmenovat po svém předchůdci v úřadu Johnu Cainovi, jenž měl během 80. let dvacátého století klíčový podíl na udržení Australian Open v Melbourne. Název John Cain Arena byl oficiálně uveden v prosinci 2020.

## Využití
Stadion pořádá hudební koncerty, přestože je díky větší kapacitě preferována Rod Laver Arena.
Vyjma tenisu jsou v ní pořádány závody dráhové cyklistiky, včetně dvou mistrovství světa 2004, 2012 a wrestlingové souboje. Hrány jsou zde basketbalové zápasy australské profesionální ligy NBL a k domácím střetnutím pravidelně nastupuje ženský netballový tým Melbourne Vixens.
Během Her Commonwealthu 2006 aréna hostila turnaj basketbalu a některé další sporty. V době her byla přejmenována zpět na „Multi-Purpose Venue“ a všechny nápisy spojené s Vodafonem zahaleny. Hlavním sponzorem her byl jeho konkurent na trhu, společnost Telstra.

### Tenis

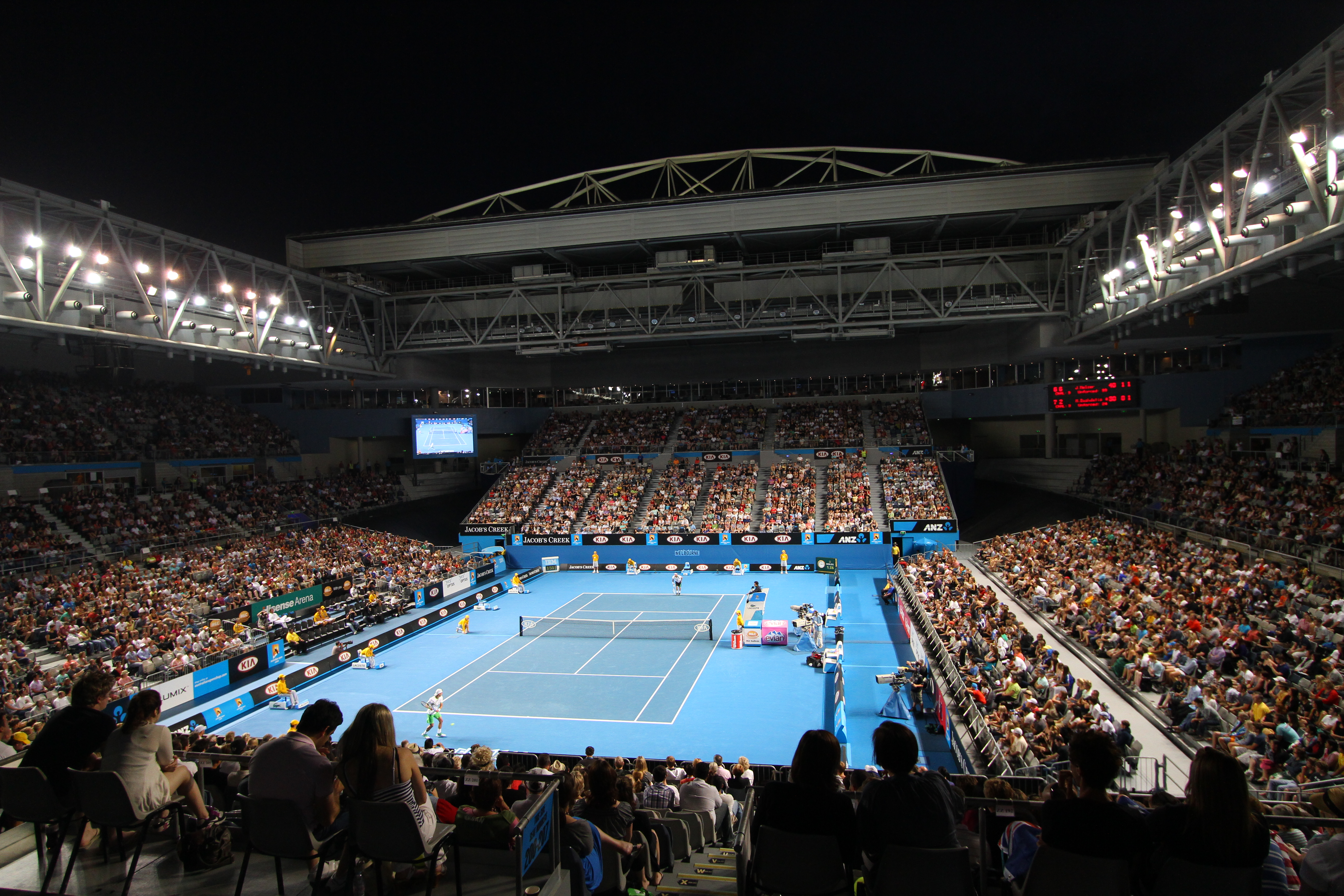
Interiér arény s povrchem Plexicushion, 2011

Premiérovým zápasem v rámci Australian Open se 15. ledna 2001 stalo střetnutí úvodního kola ženské dvouhry mezi Monikou Selešovou a Brie Rippnerovou, které netrvalo ani deset minut, když se Rippnerová zranila a skrečovala. Prvním dohraným utkáním je tak vítězství Tima Henmana nad Hišámem Arázím, kteří na dvorec nastoupili poté.
V letech 2001–2007 byl na dvorci položen povrch zelené barvy Rebound Ace, jenž měl rychlé odskoky a byl tak výhodný pro hráče s dobrým podáním a voleji. V roce 2008 došlo k jeho náhradě a potažení modrého povrchu Plexicushion Prestige, který je vlastnostmi podobný umělému DecoTurfu, na němž se každoročně hraje další grandslam US Open. Plexicushion má tenčí průměr než předešlý povrch, čímž v sobě zadržuje méně tepla. V sezóně 2020 byl povrch dvorců celé Australian Open Series změněn na GreenSet.

### Zábavní průmysl
Aréna každoročně hostí hudební koncerty a další zábavní program. Irská vokální skupina Westlife vystoupila 26. února 2007 v rámci turné The Love Tour. Mezi lety 2011–2013 na dvorci také probíhala australská verze pěvecké talentové soutěže The X Factor.